# Lửng Nhật Bản
Lửng Nhật Bản (danh pháp hai phần: Meles anakuma) là một loài lửng đặc hữu của Nhật Bản, được tìm thấy ở đảo Honshu, Kyushu, Shikoku, và Shodoshima. Loài này là một trong 3 loài thuộc chi Meles (chi lửng). Tên gọi của loài được đặt theo tên nihonanaguma (ニホンアナグマ), nghĩa là "gấu lỗ Nhật Bản".

## Mô tả

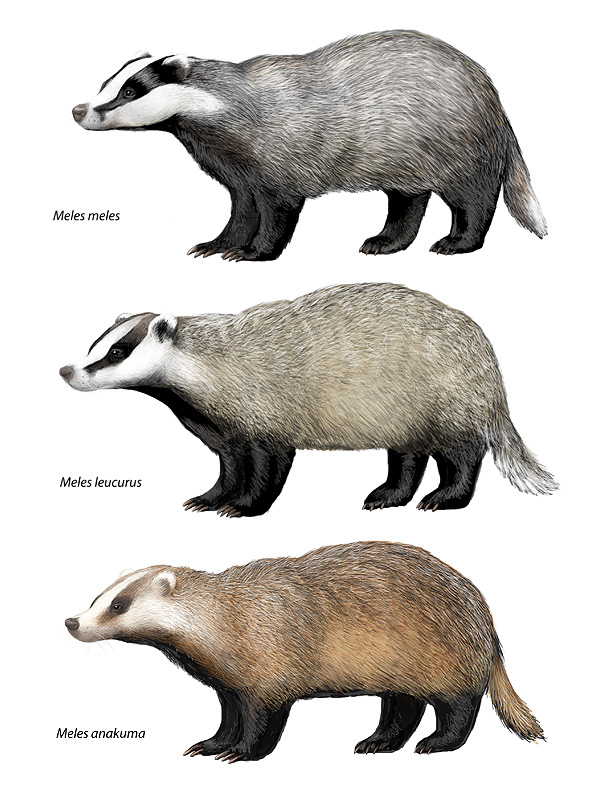
Bản vẽ so sánh lửng châu Âu (trên), lửng châu Á (giữa) và lửng Nhật Bản (dưới)

Lửng Nhật Bản có chiều dài trung bình 79 cm (31 in) ở con đực, 72 cm (28 in) ở con cái và ít dị hình giới tính hơn lửng châu Âu ngoại trừ kích cỡ răng. Đuôi dài từ 14 đến 20 cm (5,5 đến 7,9 in). Loài này nhìn chung nhỏ hơn lửng châu Âu nhưng tương đương hoặc lớn hơn một chút về kích cỡ so với lửng châu Á. Con trưởng thành nặng từ 3,8 đến 11 kg (8,4 đến 24,3 lb). Cân nặng trung bình của cá thể lửng Nhật Bản cái trong một nghiên cứu ở khu vực Tokyo là 6,6 kg (15 lb) trong khi của cá thể đực là 7,76 kg (17,1 lb). Ở tỉnh Yamaguchi, trọng lượng trung bình vào mùa xuân của con cái và con đực lần lượt là 4,4 kg (9,7 lb) và 5,7 kg (13 lb). Thân của loài cùn và các chi ngắn. Bàn chân trước được trang bị các mỏng vuốt khỏe mạnh trong khi các móng ở hai chân sau thì nhỏ hơn. Phần thân trên được bao phủ bởi một lớp lông dài màu xám nâu còn lông bụng thì ngắn và có màu đen. Khuôn mặt có sọc đen-trắng đặc trưng nhưng không rõ và hộp sọ cũng nhỏ hơn lửng châu Âu.

## Hình ảnh

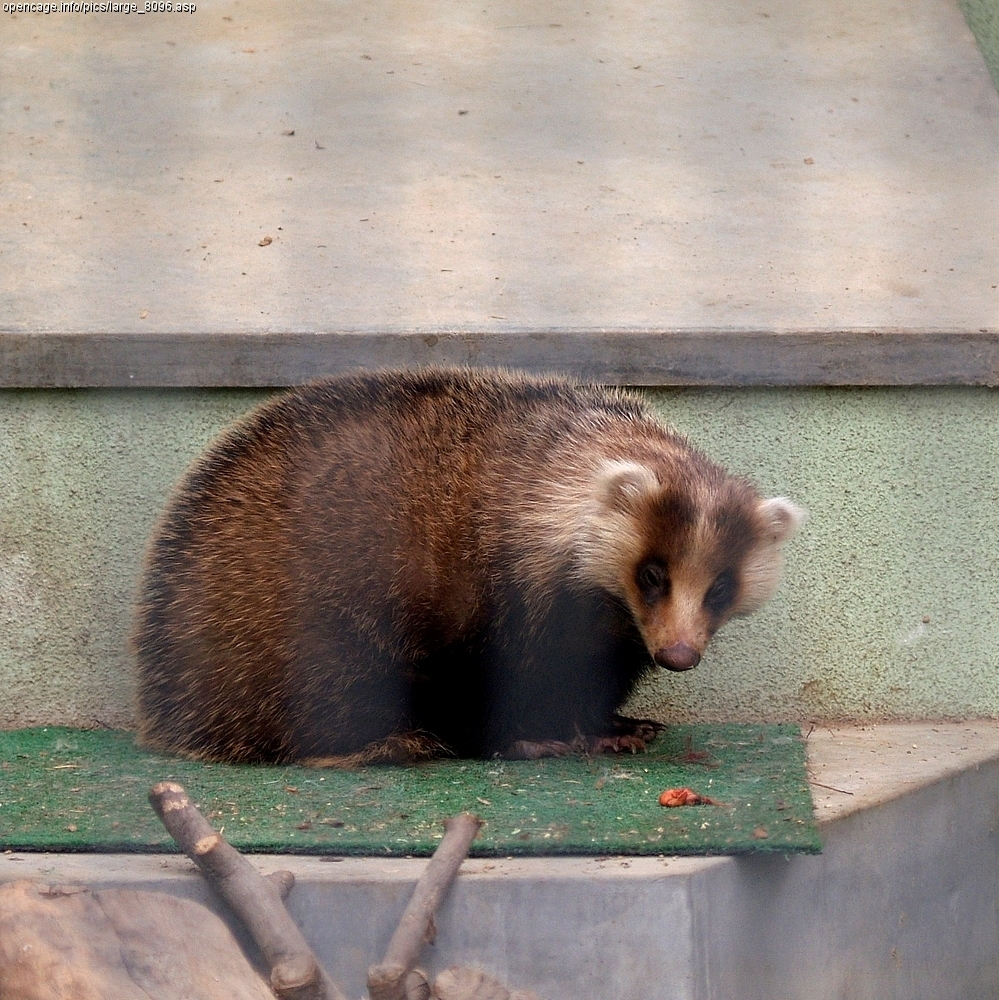
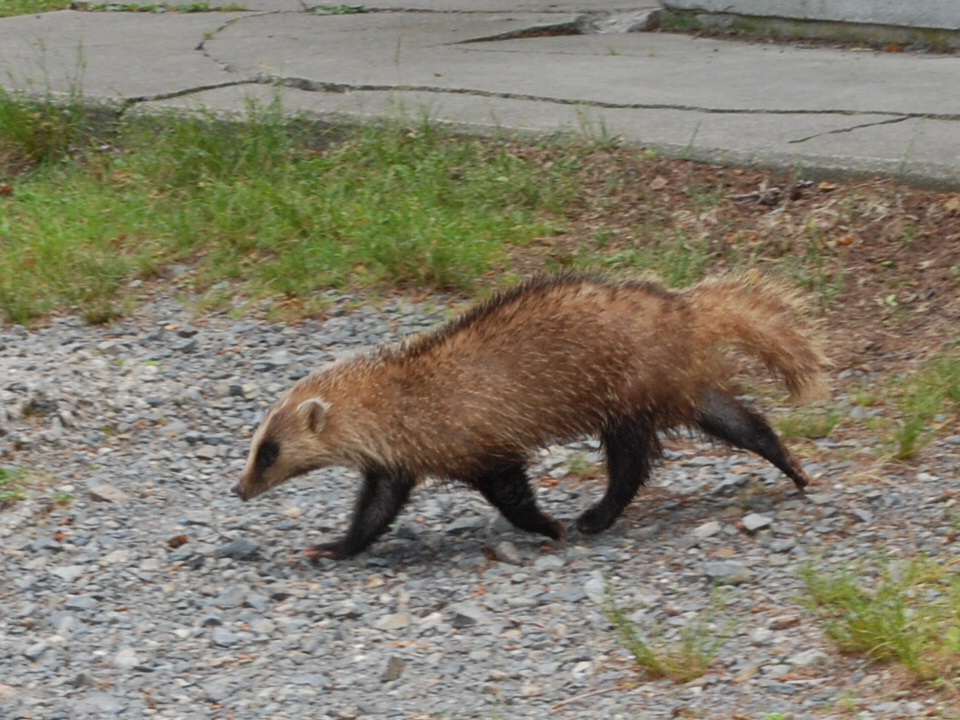
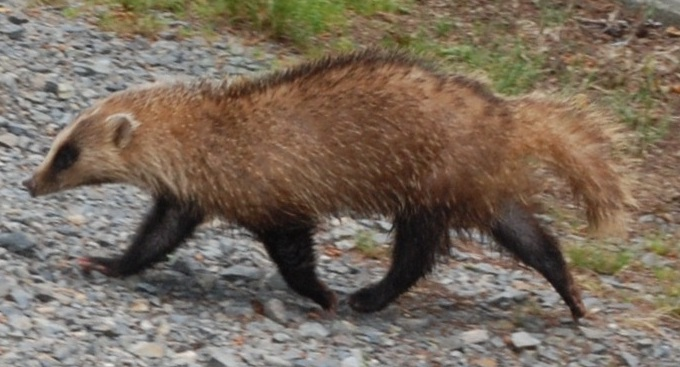